# Agathomyia monticola
Agathomyia monticola är en tvåvingeart som beskrevs av Johnson 1923. Agathomyia monticola ingår i släktet Agathomyia och familjen svampflugor. Inga underarter finns listade i Catalogue of Life.